# The Kissing Booth
The Kissing Booth è un film del 2018 diretto da Vince Marcello, basato sull'omonimo romanzo di Beth Reekles. Il film vede protagonisti gli attori Joey King, Jacob Elordi, Joel Courtney e Molly Ringwald.
The Kissing Booth è stato distribuito su Netflix l'11 maggio 2018. Nonostante abbia ricevuto recensioni ampiamente negative da parte della critica, che ha ritenuto la trama e i temi trattati stereotipati e misogini, il film è stato definito un successo commerciale da Netflix grazie al grande consumo degli spettatori.

## Trama
Nati nello stesso giorno e nello stesso ospedale, Elle Evans e Lee Flynn sono migliori amici da tutta la vita. Per proteggere la loro amicizia, hanno stabilito delle regole da rispettare, tra le quali c'è quella che vieta a Elle di frequentare il fratello di Lee, Noah, pena la fine della loro amicizia. Tuttavia, Elle si innamora di Noah, conosciuto nella scuola per essere un rubacuori. A questo punto Elle deve fare una scelta: l'amicizia o l'amore.

## Produzione
Nel giugno 2014, Vince Marcello è stato assunto per scrivere l'adattamento cinematografico del romanzo per giovani adulti di Beth Reekles, The Kissing Booth, pubblicato originariamente su Wattpad. Nel novembre 2016 è stato annunciato l'acquisto da parte di Netflix dei diritti sul film, con Marcello dirigente della sceneggiatura. Nel gennaio 2017, Joey King e Molly Ringwald hanno firmato per recitare nel film.
Le riprese si sono svolte a Los Angeles, in California e a Città del Capo, in Sudafrica, tra gennaio e aprile 2017.

## Distribuzione
Il film è stato distribuito l'11 maggio 2018 su Netflix. Secondo Netflix, uno spettatore su tre del film l'hanno rivisto, «che è il 30 percento più alto della media del tasso di riattivazione del film sul [servizio di streaming]». Considerando il film un enorme successo per il servizio, il CCO Ted Sarandos ha definito il film «uno dei film più seguiti del paese e forse del mondo».

### Accoglienza
The Kissing Booth è stato stroncato dalla critica. Sul sito web Rotten Tomatoes il film ha un punteggio di approvazione del 18% basato su 11 recensioni, un voto medio di 4,12/10, ed un consenso di un critico che recita «The Kissing Booth utilizza ogni cliché di rom-com nel prenotare con poca cura per ottenere un sentimento reale».
Kate Erbland di IndieWire  ha dato al film un voto di "D", aggiungendo che «Sfortunatamente, il rom-com del liceo è uno sguardo sessista e regressivo nei rapporti che evidenzia i peggiori impulsi del genere». Ani Bundel di NBCNews ha criticato la «stereotipizzazione problematica della mascolinità e delle relazioni» del film e la mancanza di idee originali. «Sembra che sia stato scritto da qualcuno che ha semplicemente digerito tutto ciò che le è stato detto che il 'romanticismo' avrebbe dovuto essere del patriarcato e ha vomitato di nuovo verso di noi. Quasi ogni cliché nel film si sente catapultato da un altro film, come una canzone fatta completamente di campioni da hit più noti».
Nonostante sia considerato "sessista" e "oggettivamente cattivo" da diversi critici, The Kissing Booth è stato ampiamente consumato dal pubblico. Ted Sarandos, CCO di Netflix ha affermato il successo del film come un «film originale molto popolare» per il servizio di streaming. I fattori che sono stati citati come ragioni per il successo di The Kissing Booth tra il pubblico includono la popolarità del romanzo originale su Wattpad, la relativa mancanza di commedie romantiche originali sulla piattaforma e la pubblicità della relazione off-screen degli attori King ed Elordi durante la produzione del film.

### Riconoscimenti
| Anno | Premio                          | Categoria         | Ricevente         | Risultato       | Note          |
| ---- | ------------------------------- | ----------------- | ----------------- | --------------- | ------------- |
| 2019 | Nickelodeon Kids' Choice Awards | Film preferito    | The Kissing Booth | Candidato/a     | [ 14 ] [ 15 ] |
| 2019 | Nickelodeon Kids' Choice Awards | Attrice preferita | Joey King         | Vincitore/trice | [ 14 ] [ 15 ] |

## Citazioni
- Gli adolescenti si riparano dalla pioggia entrando in un gazebo di vetro dove finiscono per flirtare. Questa è una citazione del film Tutti insieme appassionatamente (1965).
- Uno dei ragazzi nello spogliatoio vede la vernice blu sul viso di Elle e si riferisce a lei come a "un sexy Braveheart". Questa è una citazione del film Braveheart - Cuore impavido (1995).
- La protagonista ubriacatasi ad una festa per adolescenti si mette a ballare suggestivamente su un tavolo come nel film 10 cose che odio di te (1999).
- La dichiarazione del discorso d'amore al ballo è un omaggio al film Notting Hill (1999).
- Lee è travestito da "Black Swan" per Halloween. Questa è una citazione del film Il cigno nero (2010).
- Nella scena del ballo di fine anno, durante il "viale dei ricordi", si sente in sottofondo la canzone Don't You (Forget About Me) dei Simple Minds. La canzone è stata scritta per il film Breakfast Club (1985) e compare nello stesso sia all'inizio che alla fine. Inoltre tra i protagonisti di Breakfast Club compare Molly Ringwald che nella pellicola del 1985 interpreta Claire Standish, mentre nel film del 2018 interpreta Sara Flynn, la madre di Noah e Lee.

## Sequel
Il sequel, intitolato The Kissing Booth 2, è uscito il 24 luglio 2020 su Netflix.

Il film è stato prodotto dalla Komixx Entertainment.